# 狼山县
狼山县，中国旧县名。
原为狼山设治局，1944年升县。治所在永安堡（今内蒙古自治区巴彦淖尔市临河区北狼山镇）。原属绥远省，1954年绥远省撤销，改隶内蒙古自治区。1958年撤销，并入杭锦后旗和临河县。